# Национальная инженерная академия США
Национальная инженерная академия США (U.S. National Academy of Engineering, NAE) — американская независимая научная организация в числе Национальных академий наук, инженерии и медицины, представляющих национальную научную академию в США.

## История
Основана в 1964 году. Консультирует правительство США. Насчитывает более 2 тыс. членов. Головной офис находится в Вашингтоне. Возглавляет академию президент C. Daniel Mote Jr. В 1983-95 годах президентом являлся Роберт Уайт.
Избрание в члены академии является высокой честью.
Присуждает ряд премий, среди которых премия Дрейпера — за значительные инженерные достижения, оказавшие сильное влияние на общество, а также приведшие к улучшению качества жизни и/или облегчившие доступ к информации.